# قاشق دسرخوری

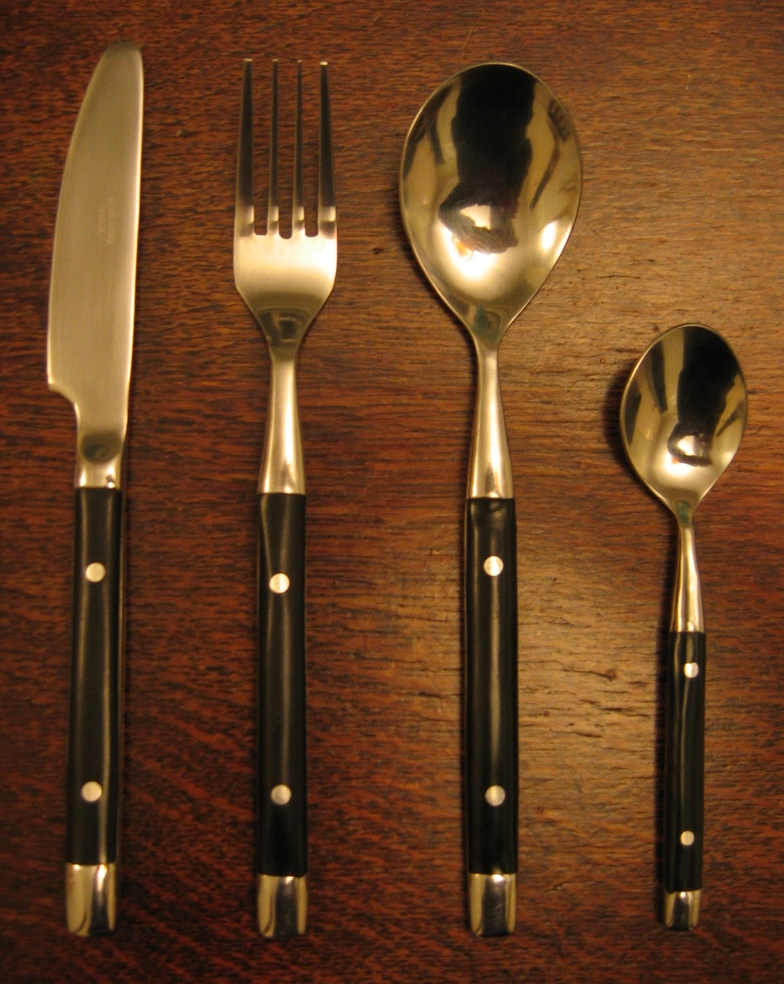
از چپ: کارد، چنگال، قاشق دسرخوری، قاشق چایخوری

قاشق دسرخوری قاشقی است که به خوردن دسر اختصاص دارد بعضی اوقات این قاشق برای خوردن سوپ و سریال (غذا) هم استفاده می‌شود. از نظر گنجایش این قاشق مابین قاشق چایخوری و قاشق غذاخوری قرار دارد و برابر و مشابه قاشق سوپخوری است با این تفاوت که قاشق دسرخوری بیضی شکل است ولی قاشق سوپخوری گرد است. در برخی از نواحی استفاده از این قاشق بسیار مرسوم است و در برخی دیگر چنان کاربرد ندارد و به جای آن از قاشق چنگال یا قاشق چایخوری استفاده می‌شود.
در روش سنتی چیدن میز قاشق دسرخوری در بالای ظرف یا کاسه قرار گرفته و از دیگر قاشق‌ها مجزا می‌شود یا ممکن است این قاشق بعد از آوردن دسر به میز آورده شود.
از نظر اندازه‌گیری گنجایش یک قاشق دسرخوری با دو قاشق چایخوری یا ۱۰ میلی لیتر برابر است.